# Décorations gouvernementales des États-Unis
Les décorations du gouvernement des États-Unis sont des récompenses civiles du gouvernement fédéral américain qui sont généralement remises pour service méritoire soutenu, à titre civil, alors que le récipiendaire était au service du gouvernement fédéral américain. 
Certaines décorations du gouvernement des États-Unis peuvent également être délivré au personnel militaire des forces armées américaines et être portés avec les distinctions et les décorations de l'armée des États-Unis. Par ordre de priorité, les distinctions et décorations non militaires autorisées à être portées, se portent après les décorations personnelles militaires américaines et avant les décorations de campagne militaire américaine et des médailles du travail.
Ce qui suit est une sélection des principales distinctions civiles qui sont actuellement émise par le gouvernement américain.

## Bureau du président des États-Unis
- Médaille présidentielle de la Liberté

- Presidential Citizens Medal

- Public Safety Officer Medal of Valor

- Medal for Merit (n'est plus attribuée)

- Médaille de la Liberté (n'est plus attribuée)

- President's Award for Distinguished Federal Civilian Service

- National Medal of Arts
- National Humanities Medal
- National Medal of Science
- National Medal of Technology and Innovation

- Presidential Award for Excellence in Mathematics and Science Teaching[1]

- Presidential Early Career Award for Scientists and Engineers (PECASE)

- Presidential Award for Leadership in Federal Energy Management[2]

- Preserve America Presidential Award[3]

- President's Environmental Youth Award[4]

### Senior Executive Service
- Presidential Rank Award of Distinguished Executive

- Presidential Rank Award of Meritorious Executive

- Presidential Rank Award of Distinguished Senior Professional

- Presidential Rank Award of Meritorious Senior Professional

## Congrès des États-Unis
- Congressional Gold Medal
- Congressional Silver Medal
- Congressional Bronze Medal
- Congressional Award for Youth

## United States Intelligence Community
The National Intelligence Awards (NIA) Program is administered by the Office of the Director of National Intelligence for the United States Intelligence Community (IC).

### National Intelligence Community Awards
Significant contribution awards
- National Intelligence Cross

- Intelligence Community Medal for Valor

- National Intelligence Distinguished Service Medal

- National Intelligence Superior Service Medal

- National Intelligence Reform Medal (Retired 11/2010)

- National Intelligence Exceptional Achievement Medal

- National Intelligence Meritorious Unit Citation

- National Intelligence Medallion

- National Intelligence Certificate of Distinction

- Director of National Intelligence's Award for Collaborative Leadership (Retired 11/2010)

- National Intelligence Special Act or Service Award

- Intelligence Community EEO and Diversity Exemplary Leadership Award

- Intelligence Community EEO and Diversity Outstanding Achievement Award

- Galileo Award

National Intelligence Public Service Awards
- National Intelligence Distinguished Public Service Medal

- National Intelligence Superior Public Service Medal

Special eligibility awards
- Joint Duty Service Device

- Senior National Intelligence Service Device

Former award prior to establishment of the NIA Program
- National Security Medal

- National Intelligence Medal of Achievement (NIAM)

### Central Intelligence Agency[7]
- Distinguished Intelligence Cross (Valor Award)

- Distinguished Intelligence Medal

- Intelligence Star (Valor Award)

- Intelligence Medal of Merit

- Distinguished Career Intelligence Medal

- Career Intelligence Medal

- Career Commendation Medal

- Intelligence Commendation Medal

- Exceptional Service Medallion

- Hostile Action Service Medal

- Agency Seal Medal

- Gold Retirement Medallion

- Silver Retirement Medallion

- Bronze Retirement Medallion

## Département du Commerce
- Department of Commerce Gold Medal

- Department of Commerce Silver Medal

- Department of Commerce Bronze Medal

- President's "E" Award

### National Oceanic and Atmospheric Administration
- NOAA Meritorious Service Medal

- NOAA Administrator’s Award

- NOAA Corps Commendation Medal

- NOAA Corps Achievement Medal

- NOAA Corps Director's Ribbon

- NOAA Units Citation Award

#### Non-government decorations[8]
- NOAA Association of Commissioned Officers (ACO) Award Medal

 Junior Officer of the Year = NOAA ACO Award Medal (without attachments)
Science Award = NOAA ACO Award Medal (with bronze "S" device)
 Engineering Award = NOAA ACO Award Medal (with bronze "E" device)
- Society of American Military Engineers Colbert Medal

- Society of American Military Engineers Karo Award

#### Campaign and service awards
- NOAA Outstanding Volunteer Service Award Medal

- NOAA Sea Service Deployment Ribbon

- NOAA Corps Atlantic Sea Service Ribbon

- NOAA Corps Pacific Sea Service Ribbon

- NOAA Corps Mobile Duty Service Ribbon

- NOAA Corps International Service Ribbon

- NOAA Rifle Ribbon

- NOAA Pistol Ribbon

#### Incentive awards (sabs médaille oo ruban)
- NOAA Technology Transfer Award[9]

- NOAA Distinguished Career Award

## Département de la Défense

### DOD-level awards for civilian service
- Department of Defense Distinguished Civilian Service Award

- Secretary of Defense Meritorious Civilian Service Award

- Armed Forces Civilian Service Medal (AFCSM)[10]

### DOD-level awards for private citizens
- Department of Defense Medal for Distinguished Public Service

- Secretary of Defense Medal for Outstanding Public Service

- Eugene G. Fubini Award

### OSD-level awards for civilian service
- Office of the Secretary of Defense Exceptional Civilian Service Award

- Office of the Secretary of Defense Civilian Career Award

- Office of the Secretary of Defense Award for Excellence

- Global War on Terrorism Civilian Service Medal (GWOTCSM)[11]

- Office of the Secretary of Defense Medal for Valor

- Secretary of Defense Medal for the Defense of Freedom

- Office of the Secretary of Defense Group Achievement Award

### OSD-level awards for civilian service or private citizens
- Office of the Secretary of Defense Award for Exceptional Public Service

- Office of the Secretary of Defense Award for Outstanding Achievement

### Joint Chiefs of Staff
- CJCS Award for Distinguished Public Service (DPS)

- CJCS Award for Outstanding Public Service (OPS)

- CJCS Joint Distinguished Civilian Service Award (JDSCA)

- CJCS Joint Meritorious Civilian Service Award (JMCSA)

- Joint Civilian Service Commendation Award (JCSCA), its military equivalent is the Joint Service Commendation Medal

- Joint Civilian Service Achievement Award (JCSAA), its military equivalent is the Joint Service Achievement Medal

### DOD Office of the Inspector General (OIG)
- DOD Inspector General Distinguished Service Award

- DOD Inspector General Superior Civilian Service Award

- DOD Inspector General Meritorious Civilian Service Award

### Department of the Army

#### Department of the Army awards for civilian service
- Decoration for Exceptional Civilian Service

- Meritorious Civilian Service Award

- Superior Civilian Service Award

- Commander's Award for Civilian Service

- Secretary of the Army Award for Valor

- Award for Science and Engineering

- Achievement Medal for Civilian Service

- Civilian Award for Humanitarian Service[13]

- Certificate of Achievement

#### Department of the Army awards for public service
- Decoration for Distinguished Civilian Service

- Secretary of the Army Public Service Award

- Outstanding Civilian Service Award

- Commander's Award for Public Service

- Certificate of Appreciation for Patriotic Civilian Service

### Department of the Air Force
- Air Force Decoration for Exceptional Civilian Service

- Civilian Award for Valor

- Outstanding Civilian Career Service Award

- Meritorious Civilian Service Award

- Command Civilian Award for Valor

- Civilian Air Medal

- Civilian Aerial Achievement Award

- Exemplary Civilian Service Award

- Civilian Achievement Award

- Exceptional Public Service Award

- Distinguished Public Service Award

- Commander's Award for Public Service

### Department of the Navy
- Civilian Valor Medal – Gold

- Civilian Valor Medal – Silver

- Distinguished Civilian Service Award

- Superior Civilian Service Award

- Meritorious Civilian Service Award

- Captain Robert Dexter Conrad Award for Scientific Achievement

- Distinguished Achievement in Science Award

- Distinguished Public Service Award

- Superior Public Service Award

- Meritorious Public Service Award

- Navy Global War on Terrorism Civilian Service Medal

- Naval Criminal Investigative Service Expeditionary Medal

### Defense Commissary Agency
- DeCA Distinguished Civilian Service Award

- DeCA Meritorious Civilian Service Award

- DeCA Superior Civilian Service Award

- DeCA Civilian Career Service Award

### Defense Contract Audit Agency
- Distinguished Civilian Service Medal

- Meritorious Civilian Service Medal

### Defense Contract Management Agency(DCMA)
- Distinguished Civilian Service Award

- Exceptional Civilian Service Award

- Meritorious Civilian Service Award

- Civilian Career Service Award

### Defense Information Systems Agency
- DISA Exceptional Civilian Service Medal

- DISA Meritorious Civilian Service Medal

### Defense Intelligence Agency
- DIA Meritorious Civilian Service Medal

- DIA Exceptional Civilian Service Medal

- DIA Civilian Achievement Medal

- DIA Award for Excellence Medal

- DIA Director's Award

- DIA Leadership Award

- DIA Civilian Combat Support Medal

- DIA Civilian Expeditionary Medal

### Defense Logistics Agency
- Distinguished Career Service Award

- Meritorious Civilian Service Award

- Superior Civilian Service Award

### Defense Supply Agency
- DSA Exceptional Civilian Service Award

### Defense Threat Reduction Agency(DTRA)
- DTRA Distinguished Service Award

- DTRA Meritorious Service Award

- DTRA Exceptional Service Award

Formerly the Defense Special Weapons Agency (DSWA) Awards
- DSWA Director's Lifetime Achievement Award

- DSWA Exceptional Civilian Service Award

- DSWA Meritorious Civilian Service Award

### National Geospatial-Intelligence Agency
Formerly known as the National Imagery and Mapping Agency (NIMA), the National Geospatial-Intelligence Agency (NGA) awards the following medals to honor its DoD civilian employees for outstanding service:
- NIMA or NGA Distinguished Civilian Service Medal
- NIMA or NGA Meritorious Civilian Service Medal
- NIMA or NGA Superior Civilian Service Medal
- NIMA or NGA Meritorious Unit Citation

### National Reconnaissance Office
- NRO Distinguished Service Medal (Gold Medal)
- NRO Superior Service Medal (Silver Medal)
- NRO Meritorious Service Medal (Bronze Medal)
- NRO Director's Circle Award

### National Security Agency
- NSA Exceptional Civilian Service Medal

## Département de l'Éducation

### Employee awards
- Secretary's Golden Apple Award
- Secretary's Executive Leadership Award
- Secretary's Supervisory Leadership Award
- Secretary's Innovation Award
- Secretary's Customer Service Award
- Secretary's Teamwork Award
- Secretary's Diversity and Inclusion Award
- Secretary's Collaboration Award
- ED Peer Recognition Award
- James P. Keenan Award

### Public awards
- Presidential Scholar Medallion – Awarded to the nations top 141 graduating High School Seniors. 20 of these are Presidential Scholars in the Arts. This award is commissioned under an executive order from the President. Recipients are chosen under the Department of Education, and visit the White House to meet the President.
- President's Award for Educational Excellence
- President's Award for Educational Achievement

## Département de l'Énergie(Department of Energy)
En juin 2007, le secrétaire d'État Samuel Bodman introduit à nouveau programme de récompenses pour la reconnaissance non monétaire de ces employés et sous-traitants.
Secretary's Honor Awards
Honor awards that are presented annually and replaces the previous Secretary's Gold, Silver and Bronze awards.
1. The James R. Schlesinger Award – recipient receives a  polished brass and mahogany clock along with a shadow box framed calligraphy certificate signed by the Secretary of Energy and a commemorative medal honoring former Secretary of Energy James R. Schlesinger.
2. Secretary of Energy's Excellence Award – recipient receives a crystal medallion award and leather-encased certificate
3. Secretary of Energy's Achievement Award – recipient receives a crystal statue award and leather-encased certificate

Secretary's Appreciation Award
Des décorations d'appréciation qui sont présentés à tout moment
Departure Awards
Décorations de départ pouvant être présenté à la retraite ou de départ de l'agence
1. Secretary of Energy's Exceptional Service Award
2. Secretary of Energy's Distinguished Service Award
3. Secretary of Energy's Meritorious Service Award

- DOE Award for Valor

- DOE Secretary's Award

- DOE Exceptional Service Medal

- DOE Meritorious Service Award

## Département de la Santé et des Services sociaux (Department of Health and Human Services)
- HHS Secretary's Recognition Award
- HHS Secretary's Special Citation
- HHS Secretary’s Certificate of  Appreciation
- HHS Secretary's Letter of  Appreciation
- HHS Distinguished Public Service Award
- HHS Medallion Seal Award
- HHS Secretary's Award for Distinguished Service

### Instituts Nationaux de la santé (National Institutes of Health)
- NIH Director's Award – Scientific/Medical
- NIH Director's Award – Technical/Clerical/Support
- NIH Director's Award – Administrative
- NIH Director's Award – Mentoring

### United States Public Health Service Commissioned Corps
Pour un article plus général, voir Awards and decorations of the Public Health Service.
- Public Health Service Distinguished Service Medal

- Public Health Service Meritorious Service Medal

- Surgeon General's Medal

- Surgeon General's Exemplary Service Medal

- Public Health Service Outstanding Service Medal

- Public Health Service Commendation Medal

- Public Health Service Achievement Medal

- Public Health Service Citation Medal

- Public Health Service Outstanding Unit Citation (ribbon only)

- Public Health Service Unit Commendation (ribbon only)

- Public Health Service Smallpox Campaign Award (ribbon only)

- Public Health Service Global Health Campaign Medal

- Public Health Service Hazardous Duty Service Award (ribbon only)

- Public Health Service Foreign Duty Service Award (ribbon only)

- Public Health Service Special Assignment Service Award (ribbon only)

- Public Health Service Isolated Hardship Service Award (ribbon only)

- Public Health Service Crisis Response Service Award (ribbon only)

- Public Health Service Global Response Service Award (ribbon only)

- Public Health Service Response Service Award (ribbon only)

- Public Health Service National Emergency Preparedness Award (ribbon only)

- Public Health Service Recruitment Service Ribbon

- Public Health Service Global Health Initiative Service Medal

- Public Health Service Bicentennial Unit Commendation Award (ribbon only)

- Public Health Service Regular Corps Ribbon (ribbon only)

- Commissioned Corps Training Ribbon

Other Public Health Service Awards
- Association of Military Surgeons of the United States

- Commissioned Officers Association

- Reserve Officers Association

### Centers for Disease Control and Prevention(CDC) /Agency for Toxic Substances and Disease Registry(ATSDR)
- CDC/ATSDR William Watson Medal of Excellence (no ribbon)

## Département de la Sécurité intérieur(Department of Homeland Security)
- Secretary's Gold Medal
- Secretary's Silver Medal
- Secretary's Award for Valor
- Secretary's Award for Exemplary Service
- Secretary's Award for Excellence
- Secretary's Award for TEAM DHS Excellence
- Secretary's Award for Diversity Management
- Secretary's Award for Volunteer Service

### U.S. Customs and Border Protection
- Border Patrol Newton Azrak Award

- Commissioners Distinguished Career Service Award (Proposed in 2002, Never Authorized)

- Commissioners Exceptional Service Medal (Proposed in 2002, Never Authorized)

- Commissioners Meritorious Service Award (Proposed in 2002, Never Authorized)

- Commissioners Special Commendation Award (Proposed in 2002, Never Authorized)

- Border Patrol Chief's Commendation (Awarded from 2002–2004)

- Border Patrol Excellence in Group Achievement (Proposed in 2002, Never Authorized)

- Border Patrol Purple Cross

- Border Patrol Academy Honor Graduate Medal (Proposed in 2002, Never Authorized)

- Border Patrol Long Service Medal (Proposed in 2002, Never Authorized)

- Border Patrol 75th Anniversary Medal (No Longer Authorized for Wear)

### Federal Emergency Management Agency
- FEMA Distinguished Service Medal
- Secretary's Award For Distinguished Public Safety Service (Peut être accordée par le procureur général ou le directeur de la FEMA)

### U.S. Coast Guard
- Gold Lifesaving Medal

- Silver Lifesaving Medal

- Coast Guard Distinguished Public Service Award

- Coast Guard Meritorious Public Service Award

- Coast Guard Public Service Commendation

- Coast Guard Certificate of Merit

- Coast Guard Certificate of Appreciation

- Coast Guard Commander's Award for Civilian Service

### U.S. Secret Service
- Director's Award of Valor
- Director's Life Saving Award
- Director's Distinguished Service Award

## Département de l'Intérieur
Honor Awards
- Distinguished Service Award
- Meritorious Service Award
- Unit Award for Excellence of Service
- Superior Service Award
- Citizen's Award for Exceptional Service

Heroic Act Honor Awards
- Valor Award
- Citizen's Award for Bravery
- Exemplary Act Award

Other Honor Awards
- Departmental Unsung Hero Award
- Secretary's Diversity Award
- Environmental Achievement Award
- Award of Merit (Safety)
- Professional Service Award (Safety)
- Outstanding Service Award (for Political Appointees)
- Partners in Conservation Award

## Département de la Justice(Department of Justice)
- Public Safety Officer Medal of Valor (awarded by the President to public safety officers cited by the Attorney General)

- Law Enforcement Congressional Badge of Bravery-Federal

- Law Enforcement Congressional Badge of Bravery-State and Local

- Secretary's Award For Distinguished Public Safety Service (may be awarded by the Attorney General or FEMA Director)

- Attorney General’s Award for Exceptional Service

- Attorney General’s Award for Exceptional Heroism

- Mary C. Lawton Lifetime Service Award

- William French Smith Award for Outstanding Contributions to Cooperative Law Enforcement

- Edward H. Levi Award for Outstanding Professionalism and Exemplary Integrity

- Attorney General’s Award for Meritorious Public Service

- Attorney General’s Award for Distinguished Service

- Attorney General’s Award for Excellence in Law Enforcement

- Attorney General’s Award for Excellence in Management

- Attorney General’s Award for Excellence in Information Technology

- Attorney General’s Award for Excellence in Furthering the Interests of U.S. National Security

- Attorney General’s Award for Excellence in Legal Support

- Attorney General’s Award for Excellence in Administrative Support

- John Marshall Awards

- Attorney General’s Award for Outstanding Service in Freedom of Information Act Administration

- Attorney General’s Award for Fraud Prevention

- Attorney General’s Award for Outstanding Contributions to Community Partnerships for Public Safety

- Attorney General’s Award for Outstanding Service by a Federal Wage System Employee

- Attorney General’s Award for Outstanding Contributions by a New Employee

- Young American Award; transferred to the Boy Scouts of America in 1971

### Bureau of Alcohol, Tobacco, Firearms, and Explosives
- ATF Distinguished Service Medal

- ATF Gold Star Medal

- ATF Medal of Valor

### Drug Enforcement Administration
- DEA Purple Heart Award

### Federal Bureau of Investigation
Pour un article plus général, voir FBI Honorary Medals.
- FBI Star

- FBI Medal for Meritorious Achievement

- FBI Shield of Bravery

- FBI Medal of Valor

- FBI Memorial Star

### Federal Bureau of Prisons
- Federal Bureau of Prisons Distinguished Service Medal (Gold Medal)

- Federal Bureau of Prisons Meritorious Service Medal (Silver Medal)

- Federal Bureau of Prisons Commendable Service Medal (Bronze Medal)

## Agences des affaires étrangères des États-Unis

### Département d'État
Pour un article plus général, voir Awards of the United States Department of State.

#### Honor Awards
- Secretary's Distinguished Service Award

- Secretary’s Award

- Award for Heroism

- Award for Valor

- Thomas Jefferson Star for Foreign Service

- Distinguished Honor Award

- Superior Honor Award

- Meritorious Honor Award

- Franklin Award

#### Service Awards
- Expeditionary Service Award

- Secretary's Career Achievement Award

- John Jacob Rogers Award

### United States Agency for International Development
- Distinguished Honor Award

- Superior Honor Award

- Meritorious Honor Award

### United States Information Agency/Broadcasting Board of Governors
- Distinguished Honor Award

- Superior Honor Award

- Meritorious Honor Award

### Arms Control and Disarmament Agency
- Distinguished Honor Award

- Superior Honor Award

- Meritorious Honor Award

### Foreign Agricultural Service
- Distinguished Honor Award

- Superior Honor Award

- Meritorious Honor Award

### Animal and Plant Health Inspection Service
- Distinguished Honor Award

- Superior Honor Award

- Meritorious Honor Award

### United States Commercial Service
- Distinguished Honor Award

- Superior Honor Award

- Meritorious Honor Award

## Département des Transports
- Secretary of Transportation Outstanding Achievement Medal

- Department of Transportation Meritorious Achievement Medal

- Department of Transportation Superior Achievement Medal

- Department of Transportation Medal for Valor

- Guardian Medal

- Transportation 9-11 Medal

- Transportation 9-11 Ribbon

- Secretary of Transportation Outstanding Unit Award

- Commercial Astronaut Wings

- Pilot Proficiency Award Program Wings

### Federal Aviation Administration
- FAA Valor Medal

### Maritime Administration
United States Merchant Marine
- Distinguished Service Medal

- Meritorious Service Medal

- Outstanding Achievement Medal

- Gallant Ship Citation

- Mariner's Medal

- Combat Bar

- Defense Medal

- Atlantic War Zone Medal

- Mediterranean-Middle East War Zone

- Pacific War Zone Medal

- Korean Service Medal

- Vietnam Service Medal

- World War II Victory Medal

- Merchant Marine Expeditionary Medal

## Département du Trésor
- Albert Gallatin Award
- Secretary of the Treasury's Distinguished Service Award

### Internal Revenue Service
- IRS Commissioner's Award

### Office of Thrift Supervision
- OTS Director's Award for Excellence

## Agence de protection de l’environnement
- EPA Gold Medal for Exceptional Service (individual and group)

- EPA Silver Medal for Superior Service (individual and group)

- EPA Bronze Medal for Commendable Service (individual and group)

- EPA Distinguished Career Service Award

- Paul G. Keough Award for Administrative Excellence

- Glenda A. Farmer Award for Exemplary Technical Support

- Trudy A. Speciner Non-Supervisory Award for Advancing Environmental Protection

- President's Environmental Youth Award[4]

## National Aeronautics and Space Administration (NASA)
The National Aeronautics and Space Administration (NASA)’s most prestigious honor awards are approved by the NASA administrator and presented to carefully selected individuals or groups of individuals, either government and non-government, who have distinguished themselves by making outstanding contributions to the agency’s mission.
Early NASA references to award criteria grouped many awards into equal positions in the order of precedence. Beginning in 1965, references to the order of precedence were dropped from regulations regarding specific awards. The current order of precedence for NASA medals is:

 Congressional Space Medal of Honor (astronauts only)

 Distinguished Service Medal
 Distinguished Public Service Medal

 Outstanding Leadership Medal

Outstanding Service Medal (obsolete)
 Exceptional Achievement Medal
Exceptional Service Medal

 Exceptional Scientific Achievement Medal
 Exceptional Engineering Achievement Medal
 Exceptional Technology Achievement Medal
 Exceptional Administrative Achievement Medal
 Equal Employment Opportunity Medal

 Exceptional Bravery Medal

 Exceptional Public Service Medal

 Space Flight Medal (astronauts only)

## Fondation nationale pour la science(NSF)
- Presidential Award for Excellence in Mathematics and Science Teaching[1] (PAEMST)
- Presidential Award for Excellence in Science, Mathematics and Engineering Mentoring (PAESMEM)
- Vannevar Bush Award
- NSB Public Service Award

## Office of Personnel Management
- OPM Meritorious Service Medal

## Selective Service System
- Selective Service System Distinguished Service Medal

- Selective Service System Exceptional Service Medal

- Selective Service System Meritorious Service Medal

- Selective Service System WW II Service Medal

## President's Council on Year 2000 Conversion
- Y2K Service Medal

## Source
- (en) Cet article est partiellement ou en totalité issu de l’article de Wikipédia en anglais intitulé « Awards and decorations of the United States government » (voir la liste des auteurs).